# GI-11
La GI-11 es una autovía de la Red de Carreteras de la Diputación Foral de Guipúzcoa que une la  N-I  con la  GI-20  por Arizeta.
Tomó este nombre en 2010, tras la reorganización de la red de carreteras que llevó a cabo la Diputación Foral de Guipúzcoa. Antes se denominaba  N-Ia .
Nace en el último kilómetro (453,44) de la  N-I  en el municipio de Lasarte-Oria y termina en el punto kilométrico 13 de la  GI-20 .
Tiene una longitud de 2.523 metros.

## Tramos
| Denominación | Tramo                             | Año servicio | km  |
| ------------ | --------------------------------- | ------------ | --- |
| GI-11        | Lasarte AP-1 AP-8 - Arizeta GI-20 | 1999         | 2,5 |